# Jamshid de Zanzíbar
Jamshid bin Abdullah Al Said (en árabe: جمشيد بن عبد الله‎) (Unguja, Zanzíbar, 16 de septiembre de 1929-Mascate, 30 de diciembre de 2024) fue el último sultán árabe de Zanzíbar. Gobernó Zanzíbar desde el 1 de julio de 1963 hasta el 12 de enero de 1964.

## Biografía
El 10 de diciembre de 1963, Zanzíbar consiguió su independencia del Reino Unido como una monarquía constitucional bajo el gobierno de Jamshid. Esta situación fue breve debido a las tensiones étnicas entre la élite árabe y la población de origen africano. El sultán Jamshid fue derrocado en la Revolución de Zanzíbar y huyó del país en su yate junto con varios de sus ministros. Se exilió al Reino Unido, y residió en la ciudad de Portsmouth hasta que a finales de 2020 se trasladó a Mascate. Se casó con Zuleika bint Abdullah Al Khamas.
Aunque sus hijos y parientes se asentaron en Omán en la década de 1980, el gobierno omaní continuamente denegó las peticiones de Jamshid de trasladarse al país alegando razones de seguridad. Esta postura cambió en septiembre de 2020, cuando después de más de 50 años residiendo en el Reino Unido, su petición de vivir en Omán fue aceptada por el gobierno del nuevo sultán de Omán, Haitham bin Tariq, regresando a la tierra ancestral de su dinastía como miembro de la familia real Al-Said, pero sin el tratamiento de sultán. 
Murió el 30 de diciembre de 2024 y fue enterrado en el Cementerio Real de Mascate.
Jamshid tuvo cinco hijos y dos hijas:
- Príncipe Sayyid Ali bin Jamshid Al Said (1956-).
- Sayyida Matuka bint Jamshid Al Said  (1957-).
- Sayyid Khalifa bin Jamshid Said (196?-).
- Sayyid Abdullah bin Jamshid Al Said (1962-).
- Sayyid Wasfi bin Jamshid Al Sail (1972-).
- Sayyida Adla bint Jamshid Al Said (1973-).
- Sayyid Gharib bin Jamshid Al Said (1975-).[3]

## Títulos
- 1929 - 1 de julio de 1963: Sayyid Jamshid bin Abdullah.
- 1 de julio - 9 de diciembre de 1963: Su Alteza Sultán Sayyid Jamshid bin Abdullah, Sultán de Zanzíbar.
- 9 de diciembre - 31 de diciembre de 1963: Su Majestad Sultán Sayyid Jamshid bin Abdullah, Sultán de Zanzíbar.
- 31 de diciembre de 1963 - presente: Su Majestad Sultán Sayyid Jamshid bin Abdullah, Sultán de Zanzíbar, Caballero de Gran Cruz de la Orden de San Miguel y San Jorge.[3][6]

## Ancestros
|  |                                            |  |  |  |  |  |  |  |  |  |  |  |  |  |  |  |
|  | 16. Thuwaini bin Said                      |  |  |  |  |  |  |  |  |  |  |  |  |  |  |  |
|  |                                            |  |  |  |  |  |  |  |  |  |  |  |  |  |  |  |
|  |                                            |  |  |  |  |  |  |  |  |  |  |  |  |  |  |  |
|  | 8. Harub bin Thuwaini Al Said              |  |  |  |  |  |  |  |  |  |  |  |  |  |  |  |
|  |                                            |  |  |  |  |  |  |  |  |  |  |  |  |  |  |  |
|  |                                            |  |  |  |  |  |  |  |  |  |  |  |  |  |  |  |
|  | 17. Ghaliya bint Salim Al Busaidi          |  |  |  |  |  |  |  |  |  |  |  |  |  |  |  |
|  |                                            |  |  |  |  |  |  |  |  |  |  |  |  |  |  |  |
|  |                                            |  |  |  |  |  |  |  |  |  |  |  |  |  |  |  |
|  | 4. Khalifa bin Harub Al Said               |  |  |  |  |  |  |  |  |  |  |  |  |  |  |  |
|  |                                            |  |  |  |  |  |  |  |  |  |  |  |  |  |  |  |
|  |                                            |  |  |  |  |  |  |  |  |  |  |  |  |  |  |  |
|  | 18. Turki bin Said                         |  |  |  |  |  |  |  |  |  |  |  |  |  |  |  |
|  |                                            |  |  |  |  |  |  |  |  |  |  |  |  |  |  |  |
|  |                                            |  |  |  |  |  |  |  |  |  |  |  |  |  |  |  |
|  | 9. Turkiya bint Turki Al Said              |  |  |  |  |  |  |  |  |  |  |  |  |  |  |  |
|  |                                            |  |  |  |  |  |  |  |  |  |  |  |  |  |  |  |
|  |                                            |  |  |  |  |  |  |  |  |  |  |  |  |  |  |  |
|  | 19. Una hija de Hamad bin Salim Al Busaidi |  |  |  |  |  |  |  |  |  |  |  |  |  |  |  |
|  |                                            |  |  |  |  |  |  |  |  |  |  |  |  |  |  |  |
|  |                                            |  |  |  |  |  |  |  |  |  |  |  |  |  |  |  |
|  | 2. Abdullah bin Khalifa Al Said            |  |  |  |  |  |  |  |  |  |  |  |  |  |  |  |
|  |                                            |  |  |  |  |  |  |  |  |  |  |  |  |  |  |  |
|  |                                            |  |  |  |  |  |  |  |  |  |  |  |  |  |  |  |
|  | 20. Mohammed bin Said Al Said (= 24)       |  |  |  |  |  |  |  |  |  |  |  |  |  |  |  |
|  |                                            |  |  |  |  |  |  |  |  |  |  |  |  |  |  |  |
|  |                                            |  |  |  |  |  |  |  |  |  |  |  |  |  |  |  |
|  | 10. Hamud bin Mohammed Al Said (= 12)      |  |  |  |  |  |  |  |  |  |  |  |  |  |  |  |
|  |                                            |  |  |  |  |  |  |  |  |  |  |  |  |  |  |  |
|  |                                            |  |  |  |  |  |  |  |  |  |  |  |  |  |  |  |
|  | 21. Ziana bint Mohammed Al Said (= 25)     |  |  |  |  |  |  |  |  |  |  |  |  |  |  |  |
|  |                                            |  |  |  |  |  |  |  |  |  |  |  |  |  |  |  |
|  |                                            |  |  |  |  |  |  |  |  |  |  |  |  |  |  |  |
|  | 5. Matuka bint Hamud Al Said               |  |  |  |  |  |  |  |  |  |  |  |  |  |  |  |
|  |                                            |  |  |  |  |  |  |  |  |  |  |  |  |  |  |  |
|  |                                            |  |  |  |  |  |  |  |  |  |  |  |  |  |  |  |
|  | 1. Jamshid bin Abdullah Al Said            |  |  |  |  |  |  |  |  |  |  |  |  |  |  |  |
|  |                                            |  |  |  |  |  |  |  |  |  |  |  |  |  |  |  |
|  |                                            |  |  |  |  |  |  |  |  |  |  |  |  |  |  |  |
|  | 24. Mohammed bin Said Al Said (= 20)       |  |  |  |  |  |  |  |  |  |  |  |  |  |  |  |
|  |                                            |  |  |  |  |  |  |  |  |  |  |  |  |  |  |  |
|  |                                            |  |  |  |  |  |  |  |  |  |  |  |  |  |  |  |
|  | 12. Hamud bin Mohammed Al Said (= 10)      |  |  |  |  |  |  |  |  |  |  |  |  |  |  |  |
|  |                                            |  |  |  |  |  |  |  |  |  |  |  |  |  |  |  |
|  |                                            |  |  |  |  |  |  |  |  |  |  |  |  |  |  |  |
|  | 25. Ziana bint Mohammed Al Said (= 21)     |  |  |  |  |  |  |  |  |  |  |  |  |  |  |  |
|  |                                            |  |  |  |  |  |  |  |  |  |  |  |  |  |  |  |
|  |                                            |  |  |  |  |  |  |  |  |  |  |  |  |  |  |  |
|  | 6. Ali bin Hamud Al Said                   |  |  |  |  |  |  |  |  |  |  |  |  |  |  |  |
|  |                                            |  |  |  |  |  |  |  |  |  |  |  |  |  |  |  |
|  |                                            |  |  |  |  |  |  |  |  |  |  |  |  |  |  |  |
|  | 3. Tohfa bint Ali Al Said                  |  |  |  |  |  |  |  |  |  |  |  |  |  |  |  |
|  |                                            |  |  |  |  |  |  |  |  |  |  |  |  |  |  |  |
|  |                                            |  |  |  |  |  |  |  |  |  |  |  |  |  |  |  |